# Xã Kingsville, Quận Ashtabula, Ohio
Xã Kingsville (tiếng Anh: Kingsville Township) là một xã thuộc quận Ashtabula, tiểu bang Ohio, Hoa Kỳ. Năm 2010, dân số của xã này là 1.766 người.